# Jacinto Higueras Cátedra
Pour les articles homonymes, voir Higueras (homonymie) et Catedra.
Jacinto Higueras Cátedra, né à Santisteban del Puerto le 7 janvier 1914 et mort à Madrid le 25 décembre 2009, est un acteur, sculpteur et peintre espagnol.
Il a notamment fait partie de la troupe de théâtre de La Barraca de Federico García Lorca durant la Seconde République espagnole.

## Biographie

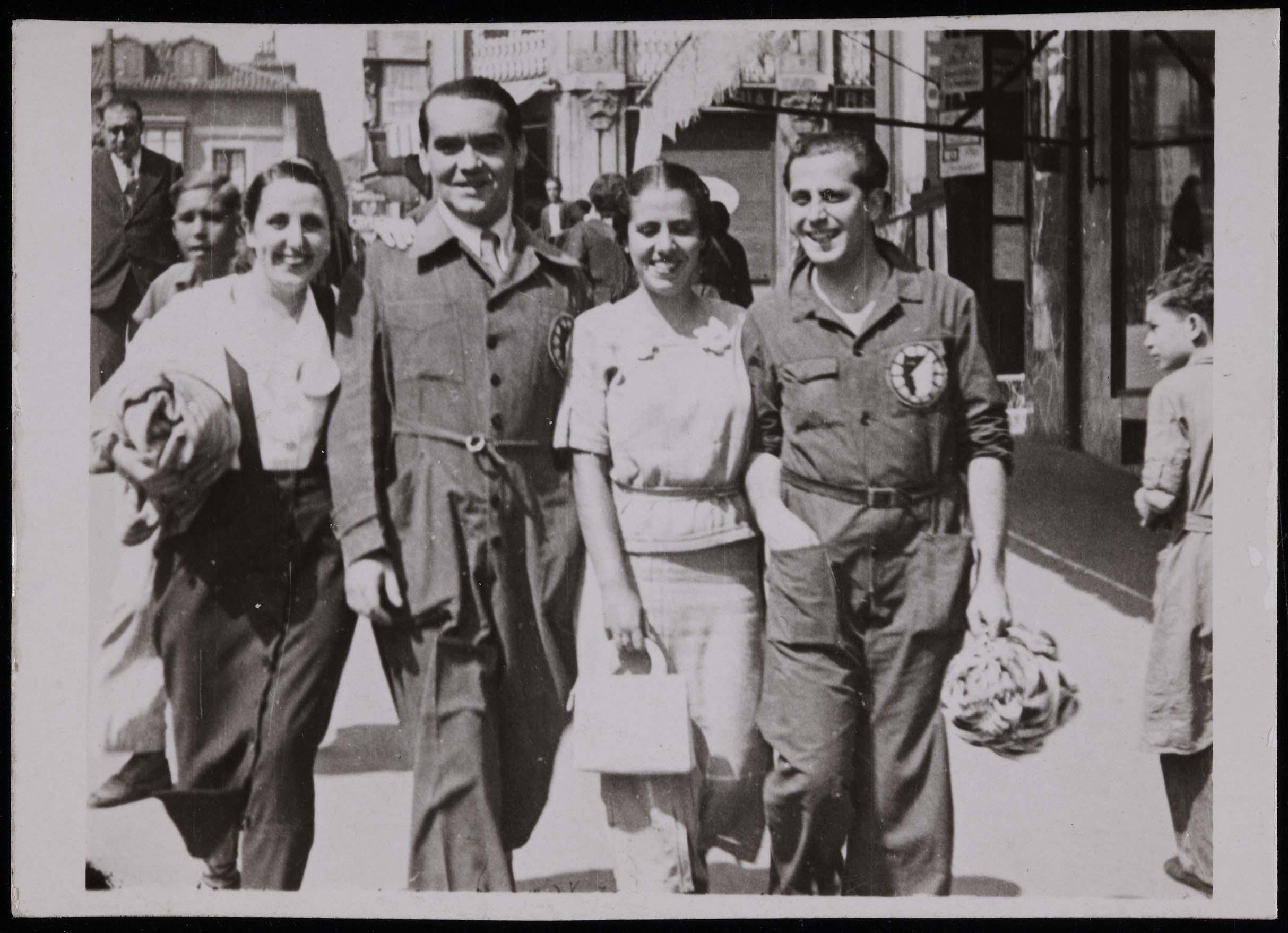
María del Carmen García Lasgoity, Federico et Isabel García Lorca et Jacinto Higueras Cátedra, en 1933.

Il fait partie d'une famille de grande tradition artistique : son père est le sculpteur Jacinto Higueras, son frère Modesto Higueras Cátedra, est directeur de théâtre, et sa fille, Ana Higueras, est chanteuse lyrique de renommée internationale.
Il rejoint La Barraca avec son frère Modesto. Il joue notamment avec Isabel García Lorca.
Il est également acteur de cinéma dans des films de Luis Buñuel, Edgar Neville et Luis Marquina.

## Œuvres

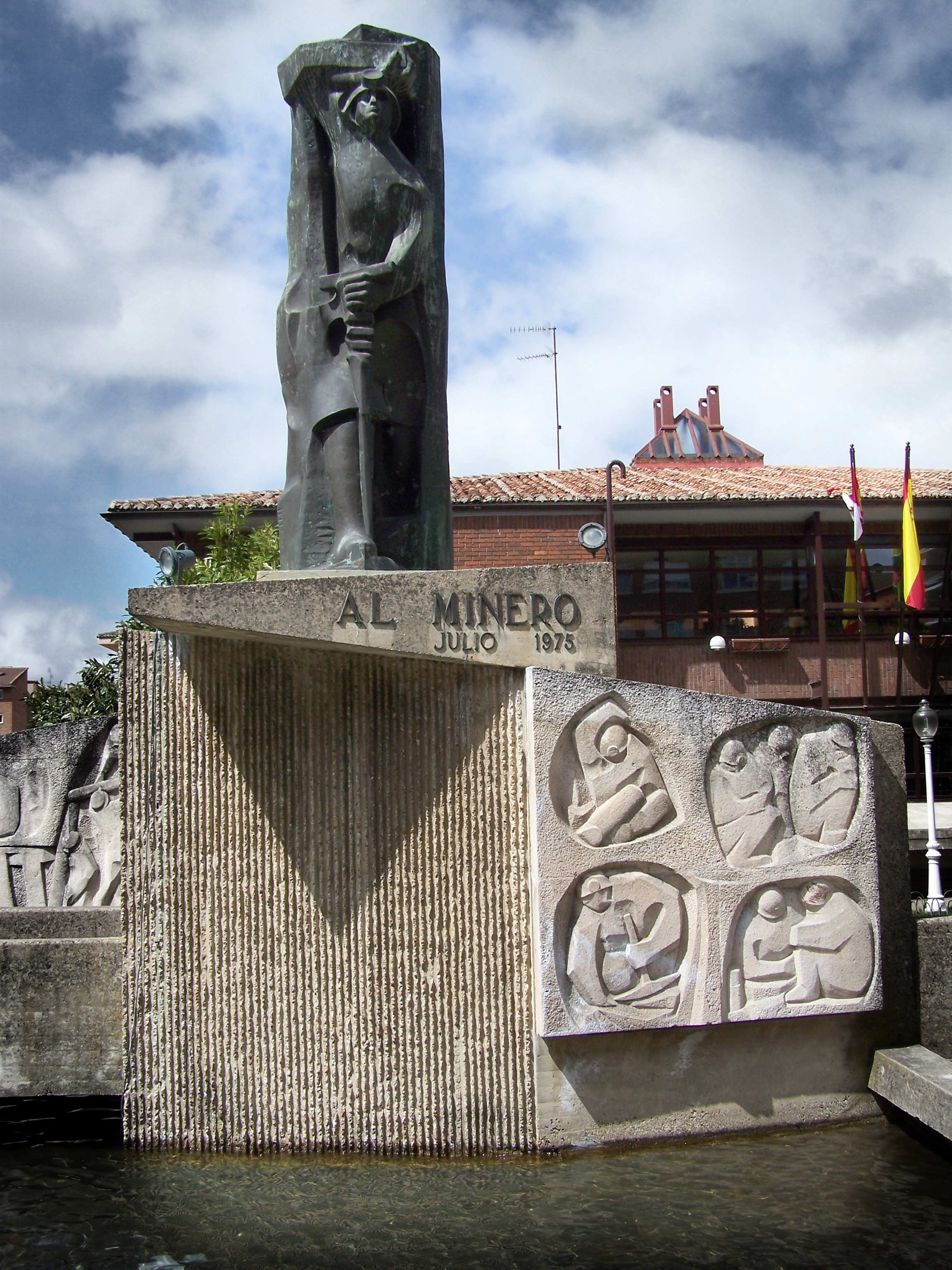
Monument au Mineur à Guardo (province de Palencia, Castille-et-León) : figure en bronze de 4 m de haut, érigée sur un piédestal de béton dans lequel sont représentées des scènes de la vie de la mine, inauguré en juillet 1975. Il s'agit de l'un des monuments iconiques de la ville.

- Monument à Benito Pérez Galdós, 1945, "Casa Canaria" de Madrid ;
- Monument à la Vierge du Collado, 1954, Santisteban del Puerto;
- Monument à los Caídos, château de Olite, 1957, Escombreras;
- Virgen de la Luz, 1957. Collection Iberdrola;
- Monumento à Jacinto Higueras Fuentes, 1960, Santisteban del Puerto;
- Monument à Cabot, 1963, Jaén;
- Monument à José María Alvareda, 1966, Consejo Superior de Investigaciones Científicas, Madrid;
- Monument au Mineur, 1975, Guardo (Monumento al Minero)[7];
- Monument à Jacinto Higueras Fuentes, 1977, Plaza de los Jardinillos, Jaén;
- Monument à Manuel Quimper, 1991, Sooke (Canada);
- Monument à D. Fadrique de Toledo, 2001, Rio de Janeiro;
- El Regreso, 2001, Campus de l'Université de Jaén.